# Pleurosicya spongicola
Pleurosicya spongicola är en fiskart som beskrevs av Larson, 1990. Pleurosicya spongicola ingår i släktet Pleurosicya och familjen smörbultsfiskar. Inga underarter finns listade i Catalogue of Life.